# تاداميتشي كوريباياشي
الفريق أول تاداميتشي كوريباياشي (باليابانية: 栗林 忠道 كوريباياشي تاداميتشي، وُلدَ في 7 تموز 1891 في ناغانو- من المُرجّح أنّهُ قُتِلَ في 26 آذار 1945 في جزيرة آيوو جيما) كان جنرالاً في جيش اليابان الإمبراطوري، وكاتبًا هاويًا، وشاعرًا يكتبُ قصائد الهايكو، ودبلوماسيًا، وجنرالًا (تايشو) في القيادة العامّة لجيش اليابان الإمبراطوري، اشتُهِرَ بأنّه تولّى قيادة القوّات اليابانيّة في المعركة التي دارت على جزيرة آيوو جيما بين جيش اليابان الإمبراطوري وبين قوات مشاة البحرية الأمريكية. أصرّ كوريباياشي قبل وقوع المعركة على مُشاركة جنوده في كُلّ الصُّعوبات، والمشاقّ، ومنع هجمات البانزاي التي اعتبرها غير مُجدية، ورأى فيها إهدارًا لحياة مُقاتليه، وعلى الرّغم من أنّ قادة قوات مشاة بحرية الولايات المتحدة اعتقدوا بأنّهم سوف ينجحون في احتلال جزيرة آيوو جيما خلال خمسة أيّام إلاّ أنّ كوريباياشي استطاع مع مقاتليه أن يشنّ على القوات الأمريكيّة حرب عصابات لمدّة 36 يومًا، وكبَّدَها خسائر فادحة يعتقد بعض المؤرّخين أنّها أعظم خسائر مُنيَت بها قوات مشاة بحرية الولايات المتحدة خلال الحرب العالمية الثانية بأكملها. يُرجَّح أنّ الجنرال كوريباياشي لقي مصرعه خلال إحدى الهجمات الأخيرة ضدّ القوات الأمريكيَّة، إلاّ أنّه لم يُعثَر على جُثّته قَطّ. في عام 2006 سلَّط فيلم "رسائل من إيوو جيما" الضّوء على قصّته، وأعاد إحياء سيرته من جديد. لعب الممثل الياباني كين واتانابي دور الجنرال كوريباشي في هذا الفيلم الذي حصل على شعبيَّة واسعة، وأربع جوائز أوسكار.

## وصلات خارجية
- تاداميتشي كوريباياشي على موقع الموسوعة البريطانية (الإنجليزية)

- Ammenthorp، Steen. "Kuribayashi Tadamichi, General". The Generals of World War II. مؤرشف من الأصل في 2019-05-21.
- Chen، Peter. "Tadamichi Kuribayashi". WW2 Database. مؤرشف من الأصل في 2017-11-11.
- "Battle of Iwo Jima". WW2 Database. مؤرشف من الأصل في 2019-02-06.